# Zdeněk Mládek
Zdeněk Mládek (* 9. července 1979, Třebíč) je český tanečník, pedagog a sólista baletu Jihočeského divadla. Jeho manželkou je baletka a sólista baletu Jihočeského divadla Světlana Mládková.

## Život
Jako dítě chodil společně se svou sestrou do lidové školy umění do tanečního kroužku. Mimo toho také hrál na housle a později i na violoncello. Po vystudování základní školy nastoupil na Střední pedagogickou školu ve Znojmě, přičemž stále chodil do tanečního kroužku. Jednou ale do kroužku přijela Dana Břichňáčová, profesorka z pražské konzervatoře, která mu doporučila, ať ještě zkusí dodatečné zkoušky na konzervatoř. To vše udělal a během školního roku přestoupil na Taneční konzervatoř hlavního města Prahy. Zde poznal svou partnerku Světlanu a externě spolupracoval s Hudebním divadlem Karlín. Po dokončení konzervatoře v roce 1998 byl přijat do baletního souboru Národního divadla. Když ale jeho partnerka a budoucí manželka Světlana dostala nabídku angažmá v Jihočeském divadle v Českých Budějovicích, rozhodl se ji následovat. Po oznámení situace tehdejšímu šéfovi baletu Vlastimilovi Harapesovi, který celou situaci chápal, udělal konkurz do budějovického divadla a nastoupil zde v roce 2001 hned jako sólista baletu. Později vystudoval obor Pedagogika tance na HAMU a v divadle působí jako baletní mistr a asistent choreografie.
Během své profesní taneční kariéry si zahrál role z klasického i moderního repertoáru, jako byl například Coppélius v Coppélii, Carmelo v Čarodějné lásce, Toreador Espada v Donu Quijotovi, Paolo ve Francesce z Rimini, Princ a Rudovous v Labutím jezeře, B.F.Pinkerton v Madame Butterfly, Princ v Popelce, kněz Frollo ve Zvoníku u Matky Boží, měl sólo v baletu Carmina Burana a zahrál si titulní roli v baletu Peer Gynt. Tančil také v baletech Bolero, Carmen, Podivuhodný mandarín nebo Pták Ohnivák.
Je držitelem řady ocenění. Za rok 2007 obdržel cenu Philip Morris Ballet Flower Award a v roce 2009 Cenu statutárního města České Budějovice a Jihočeskou Thálii, kterou obdržel i za rok 2019. Právě za rok 2019 byl také nominován na cenu Thálie v oboru balet, pantomima a současný tanec za roli Harolda Mitchella v inscenaci Tramvaj do stanice Touha, na kterou byl nominovám i za rok 2020 za roli Soudruha Pilného v inscenaci Inscenační porada. Tu obdržel už za rok 2009 za sólo v inscenaci So In Love.